# Metropolisz

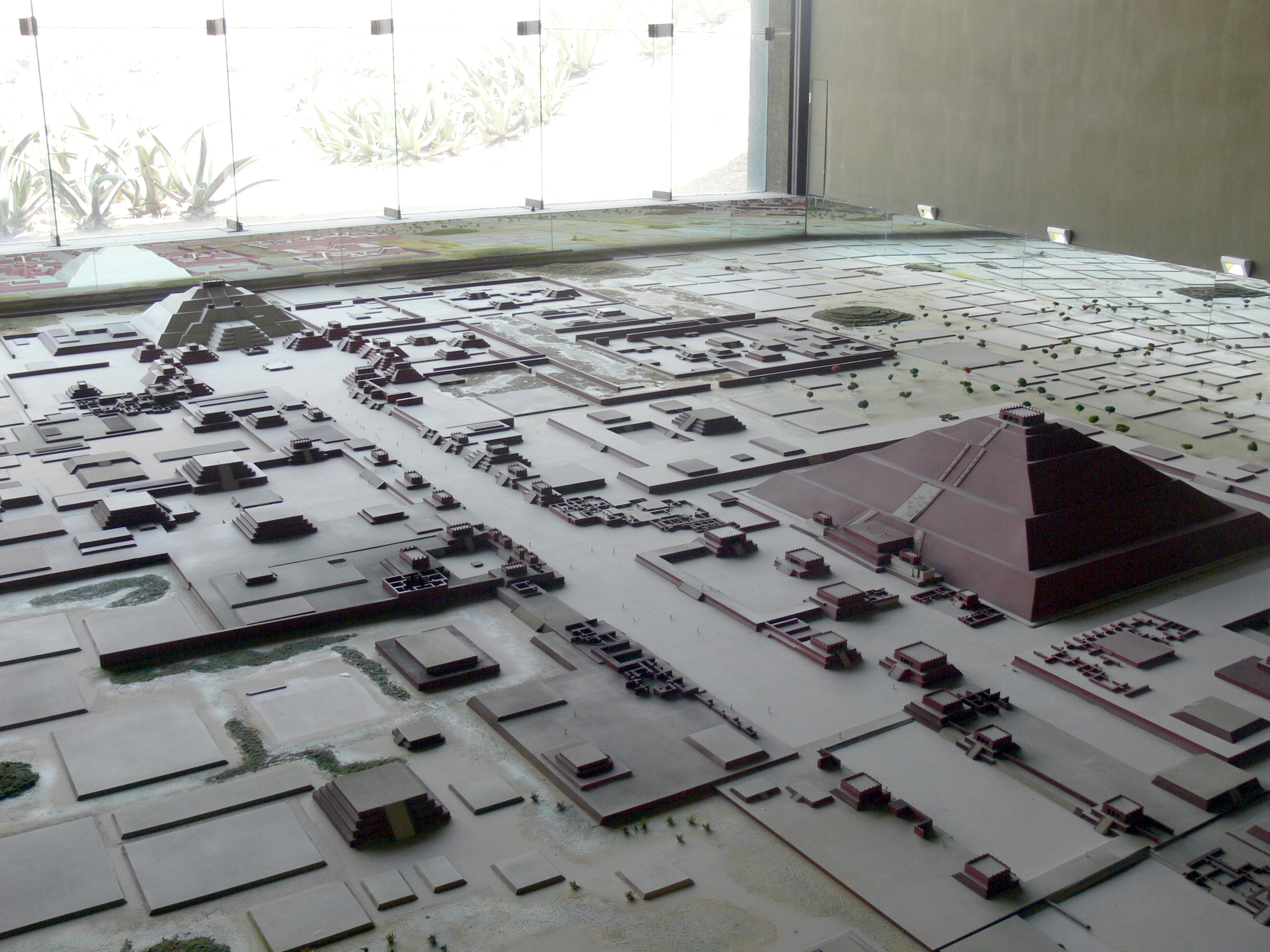
Teotihuacan őskori metropolisz rekonstrukciója

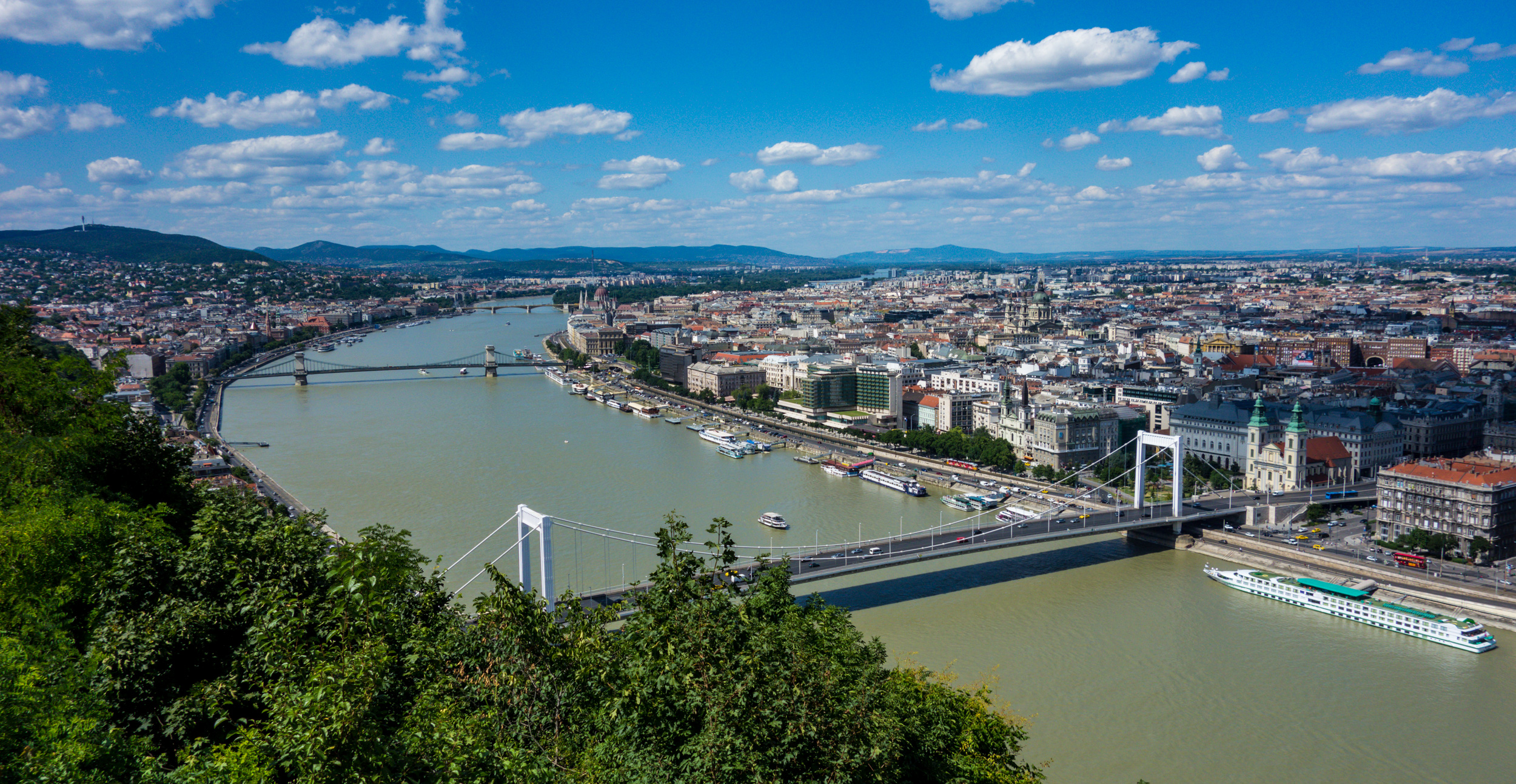
Budapest

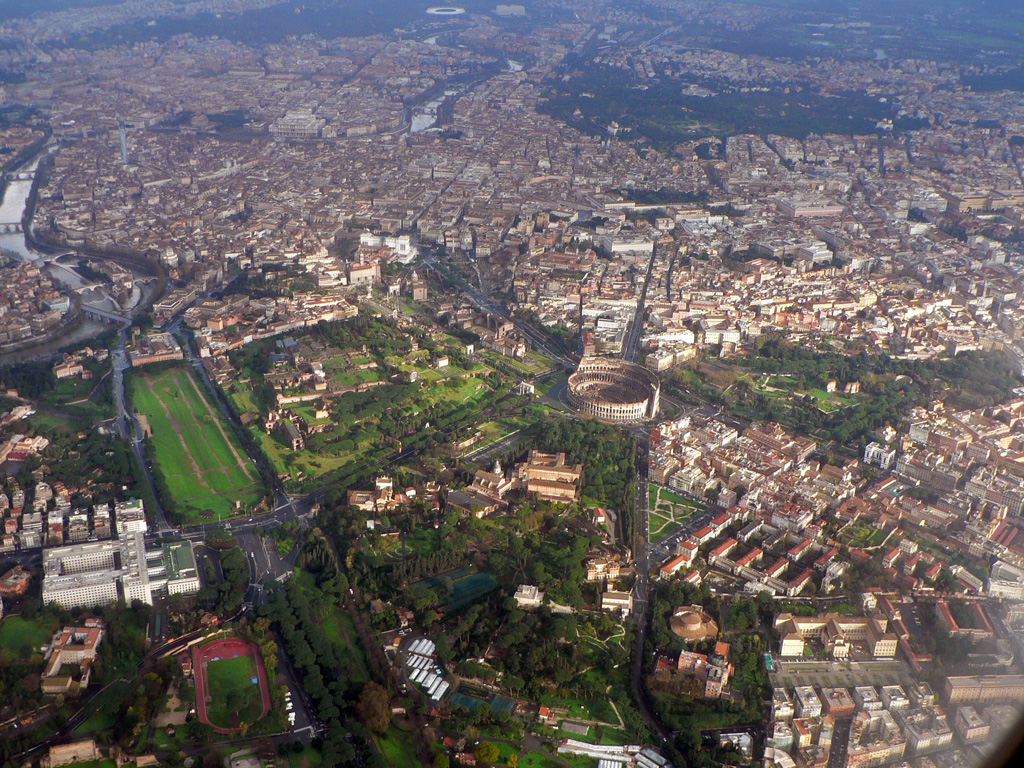
Róma

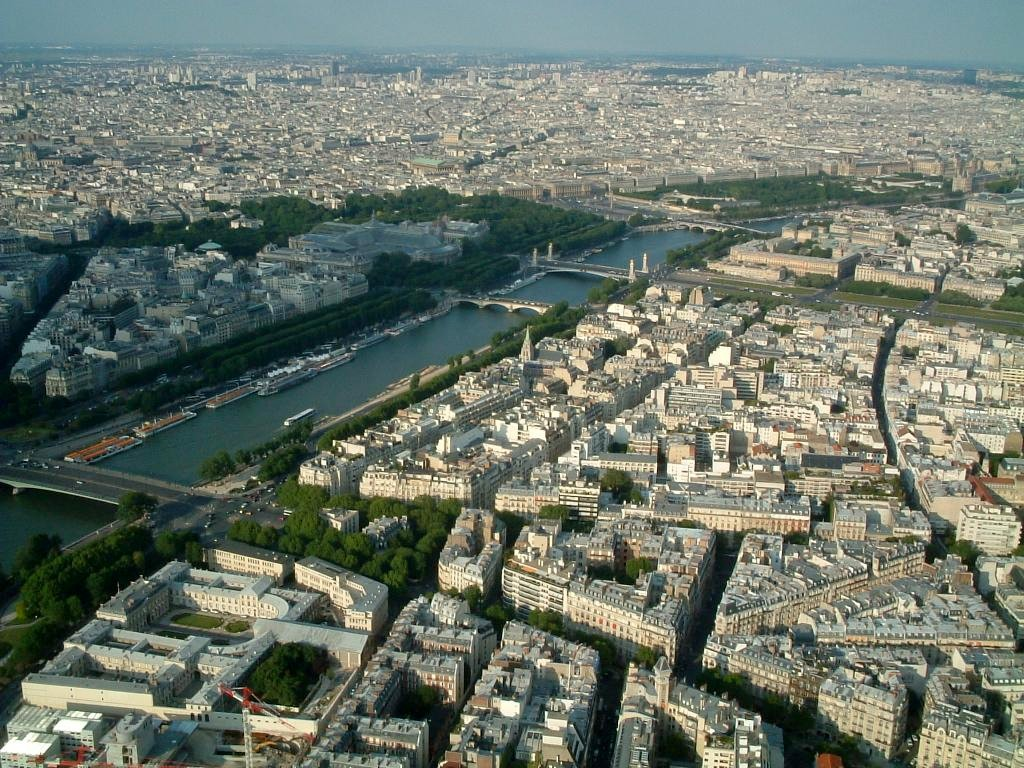
Párizs az Eiffel-toronyból

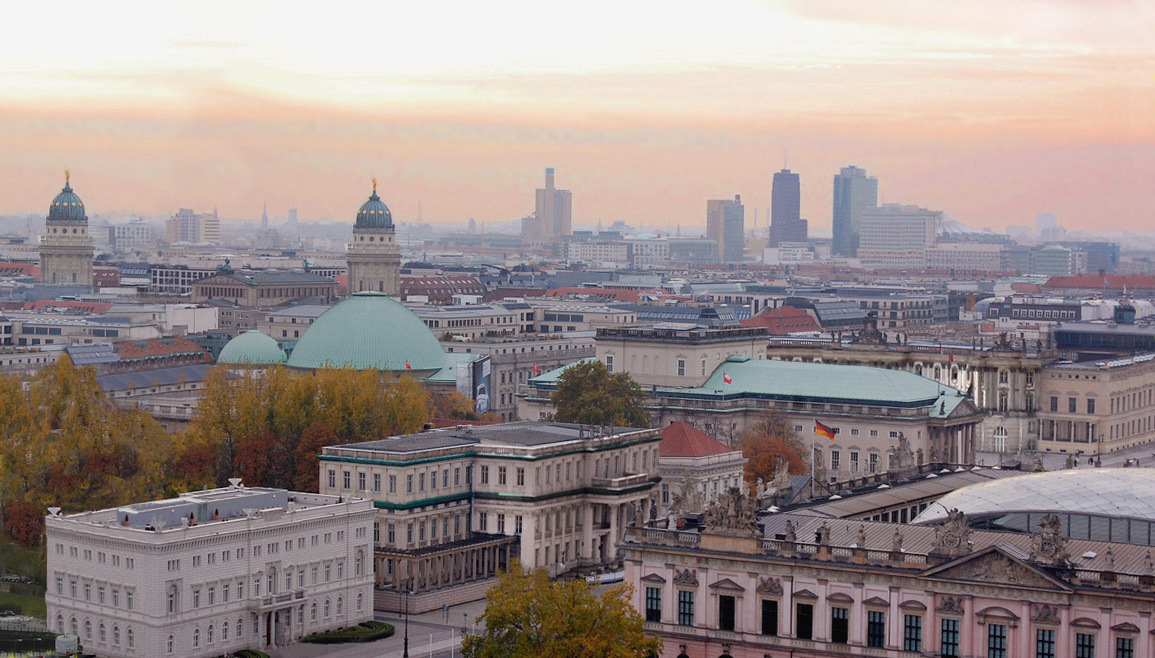
Berlin

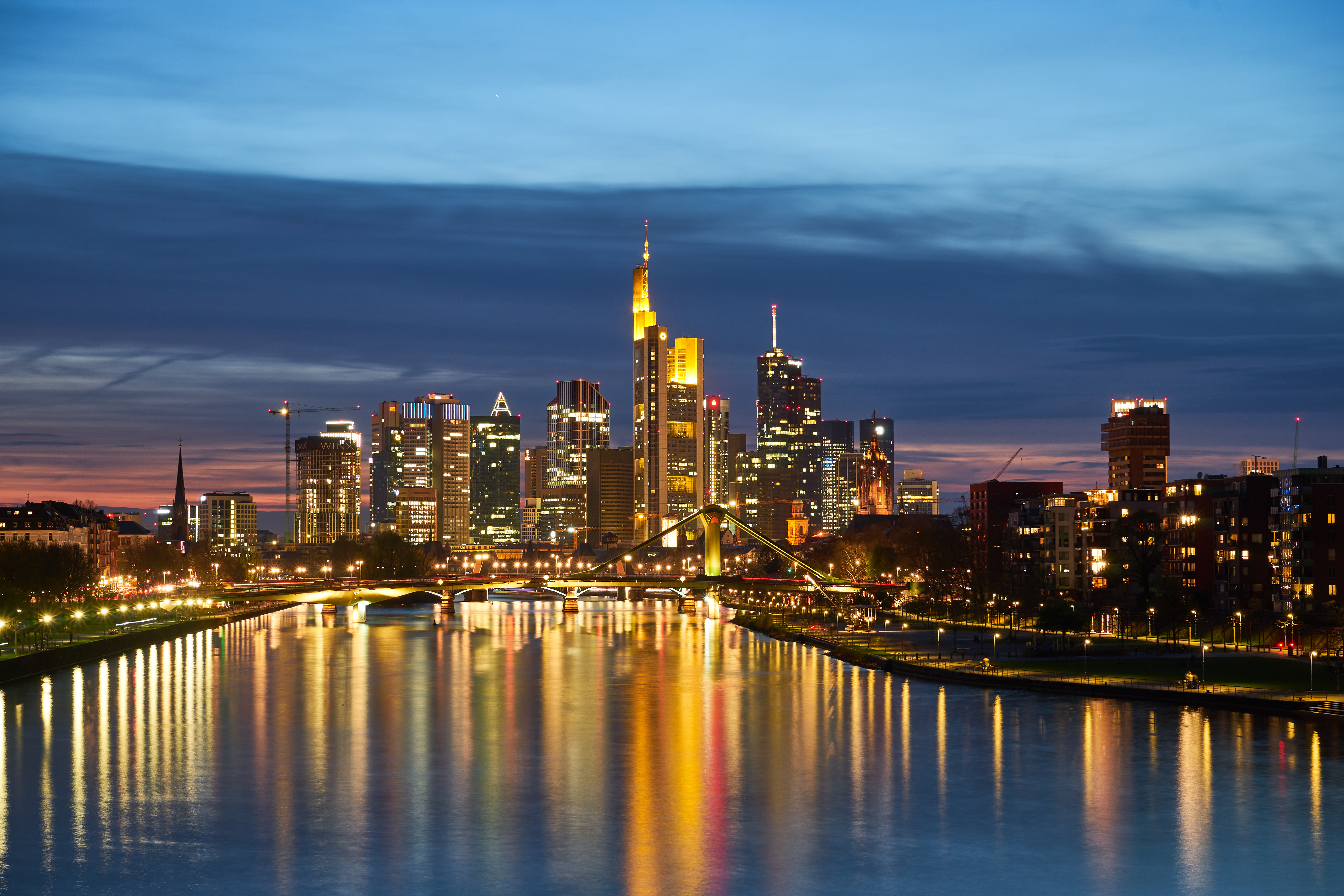
Frankfurt am Main

A metropolisz (ógörögül: μητρόπολις) nagyváros, amely egy régió vagy akár egy ország politikai, társadalmi, kulturális és gazdasági központját alkotja. Egyik első történelmi emléke az ősi mexikói Teotihuacan.

## Metropoliszok az ókorban
Mētropolisznak nevezték az ókori görögök azt a várost, amelyből egy kapcsolódó kolóniát alapítottak. Ezeknek nagy politikai befolyásuk volt a gyarmatokra. A városállamból adódóan ezek a városok a saját régiójuk politikai, vallási, gazdasági, kulturális és társadalmi központjai is voltak.
A rómaiak a görögöktől vették át a kifejezést, bár kissé eltérő jelentéssel. A római kortól kezdve a fontos késő antik tartományi fővárosokat metropolisnak nevezték. E városok egyikeként például a Trieri Metropolisz zökkenőmentesen tudta továbbfejleszteni késő antik virágkorát a korai középkorba.
A „tartományi főváros” értelemben vett metropolisz kifejezést az egyház az őskereszténységben átvette, és több egyházmegye egyesítésére utalt egy főpüspök irányítása alatt. Innen származik a jelenlegi metropolita cím a római katolikus egyházban és az ortodox egyházakban.

## Mai metropoliszok
Három definíció használható a metropolisz meghatározására:
- mennyiségileg a fő meghatározó jellemzője a város mérete.

a metropolisz nagyvárosokat jelent.
- funkcionálisan alapvető meghatározó jellemzője a város fontossága.

Ennek megfelelően a metropoliszok fontos funkciókkal rendelkező fővárosok vagy központi helyek. A spektrum a regionális gazdasági központtól (Regiopolis) a nemzeti fővároson át a nemzetközi jelentőségűekig, például Európa Kulturális Fővárosáig, vagy a kozmopolita város értelmében vett globális jelentőségűig terjed.
- relációs, lényeges meghatározó jellemzője a város kapcsolati jelentése.

Ez a jelentés meghatározható gyarmati értelemben „anyaváros”, vagy közigazgatásilag főváros értelmében. Szimbolikus utaláson is alapulhat: például beszélhetünk Siracusáról mint az ókor New Yorkjáról, vagy Drezdáról mint az  Elba menti Firenzéről stb. A relációs meghatározás nyitott és a város fontos funkcióinak tisztázását igényli.

### 100 000 vagy több lakosú városok besorolása
| kategória              | lakosok száma   |
| ---------------------- | --------------- |
| nagyváros              | ≥ 100 000       |
| metropolisz            | ≥ 1-5 millió    |
| megacity               | ≥ 10 millió     |
| metacity (ENSZ)        | ≥ 20 millió     |
| megapolisz, mamutváros | ≥ 25-100 millió |

A táblázat a városok jelenlegi általános besorolását mutatja a lakosok száma szerint. A nagyvárosoknak legalább 100 000 lakosúaknak kell lenniük.

### Metropolisz vs. világváros, globális város, nagyvárosi régió
A kifejezést gyakran a világváros szinonimájaként használják. Ellentétben a világvárossal, amely abszolút nemzetközi jelentőséggel bír, a metropolisznak csak egy adott régión vagy a társadalom meghatározott területén belül lehet „relatív” jelentősége, pl. mint művészeti metropolisz vagy pénzügyi metropolisz. A túlnyomórészt gazdasági jelentőségű metropoliszokat globális városoknak nevezzük.
A globális városok a „csomópontok” illetve a világgazdaság irányító központjai, elsősorban irányítási és átjáró funkciójuk miatt. Előbbi azt jelenti, hogy a globálisan aktív vállalatok és szervezetek központja egy globális városban található. Innen irányítják a függő leányvállalatokat és a más helyeken lévő üzemeket. Az átjáró funkció azt jelenti: a globális város az emberek, a pénz, az információ és az áruk mozgásának központi elosztója. Utóbbit gyakran egy kikötőhöz vagy nagyobb repülőtérhez társítják. A globális városok a gazdaság és az információs hálózatok globalizációjának jelenségei.
Ha a nagyvárosi funkciók egy egész régióban több központi helyet fognak össze, akkor nagyvárosi területről beszélünk.
Az üzleti élet, az adminisztráció és a kultúra fokozódó koncentrációját metropolizálódásnak nevezik.
A függőségi elméletben a metropolisz a periféria vagy a trikontinens ellentéte.
2018-as állami fejlesztési programjába Bajorország három várost vett fel, amelyek korábban regionális központként szerepeltek. A Multi-Centerek metropoliszokká lettek frissítve.

## Kutatás és tudomány
A 2009/2010-es téli szemeszteren a hamburgi HafenCity Egyetem Metropolis Culture szakon, amely a metropoliszok kulturális vonatkozásaival foglalkozik, bachelor diplomát lehetett szerezni.

## A világ metropoliszai

### Afrika
- Egyiptom: Alexandria
- Etiópia: Addisz-Abeba kb. 4,5 millió (2008)[3]
- Ghána: Accra[4]
- Elefántcsontpart: Abidjan 4,7 milliós volt, de 2020-ra meghaladta az 5 milliót.[5]
- Kenya: Nairobi 4 397 073 lakos 2019-ben (az egész területé 9 354 580).[6]

### Amerika

#### Észak-Amerika
- Amerikai Egyesült Államok Los Angeles, Chicago, Dallas, Houston (Texas) és Washington
- Kanada: Toronto, Montréal, Vancouver, Ottawa, Calgary és Edmonton[7]
- Mexikó: Monterrey és Guadalajara

#### Dél-Amerika
- Brazília: Belém (Pará), Belo Horizonte, Brazíliaváros, Campinas, Curitiba, Fortaleza, Goiânia, Maceió, Manaus, Porto Alegre, Recife, Salvador da Bahia és São Luís
- Chile: Valparaiso és Concepción
- Kolumbia: Bogotá és Medellín

### Ausztrália
- Sydney (2020) 5 367 206, Melbourne, Adelaide[8]

### Ázsia
- Afganisztán: Kabul > egymillió (2014)[9]
- Banglades: Csittagong és Khulna[10]
- Egyesült Arab Emírségek: Dubaj, Abu-Dzabi[11]
- Fülöp-szigetek: Manila, Cebu és Davao[12]
- India: Púne
- Indonézia: Bekasi, Bogor, Depok és Tangerang).
- Irán: Meshed, Siráz, Karaj, Iszfahán, Tebriz, Ahváz és Kermánsáh
- Kína: Csingtao, Csinan, Csengcsou, Talien, Kunming, Vuhszi, Hsziamen, Csangcsun, Ningpo, Nanning, Tajjüan, Hofej, Csangcsou, Tangsan, Csangsa, Hszücsou, Vencsou, Kujjang, Ürümcsi, Cepo, Fucsou, Sicsiacsuang
- Dél-Korea: Puszan, Incshon, Tegu, Tedzson, Kvangdzsu, Ulszan és Szuvon
- Malajzia: Kuala Lumpur
- Pakisztán 2017-ben: Gudzsranvála (5,01 millió), Multán (4,745 millió), Pesavar (4,269 millió), Szargoda (3,903 millió), Szialkot (3,893 millió), Bahawalpur (3,668 millió), Kvetta (2,275 millió) és Hiderábád (2,199 millió)
- Srí Lanka: Colombo >5 millió[13][14]
- Tajvan: Tajpej
- Törökország: Ankara, İzmir és Bursa

### Európa
- Ausztria: Bécs
- Csehország: Prága >1.3 millió[15]
- Dánia: Koppenhága 750 000 lakossal és 1,28 millió az agglomerációban[16]
- Egyesült Királyság: Birmingham, Hampshire
- Finnország: Helsinki, a szomszédos Espoo, Kauniainen és Vantaa városokkal együtt 1,45 milliós
- Franciaország: Párizs
- Hollandia: Amszterdam, Rotterdam és Hága
- Lengyelország: Varsó kb. 1,7 millió, Krakkó
- Németország: Berlin, Frankfurt am Main, Hamburg, München[17]
- Magyarország: Budapest 1 750 000
- Olaszország: Róma, Milánó, Nápoly 1 millió[18]
- Oroszország: Szentpétervár 5.4 millió, Jekatyerinburg, Novoszibirszk, Kazany, Nyizsnyij Novgorod és Cseljabinszk
- Románia: Bukarest közel 2,5 millió
- Spanyolország: Madrid, Barcelona és Sevilla

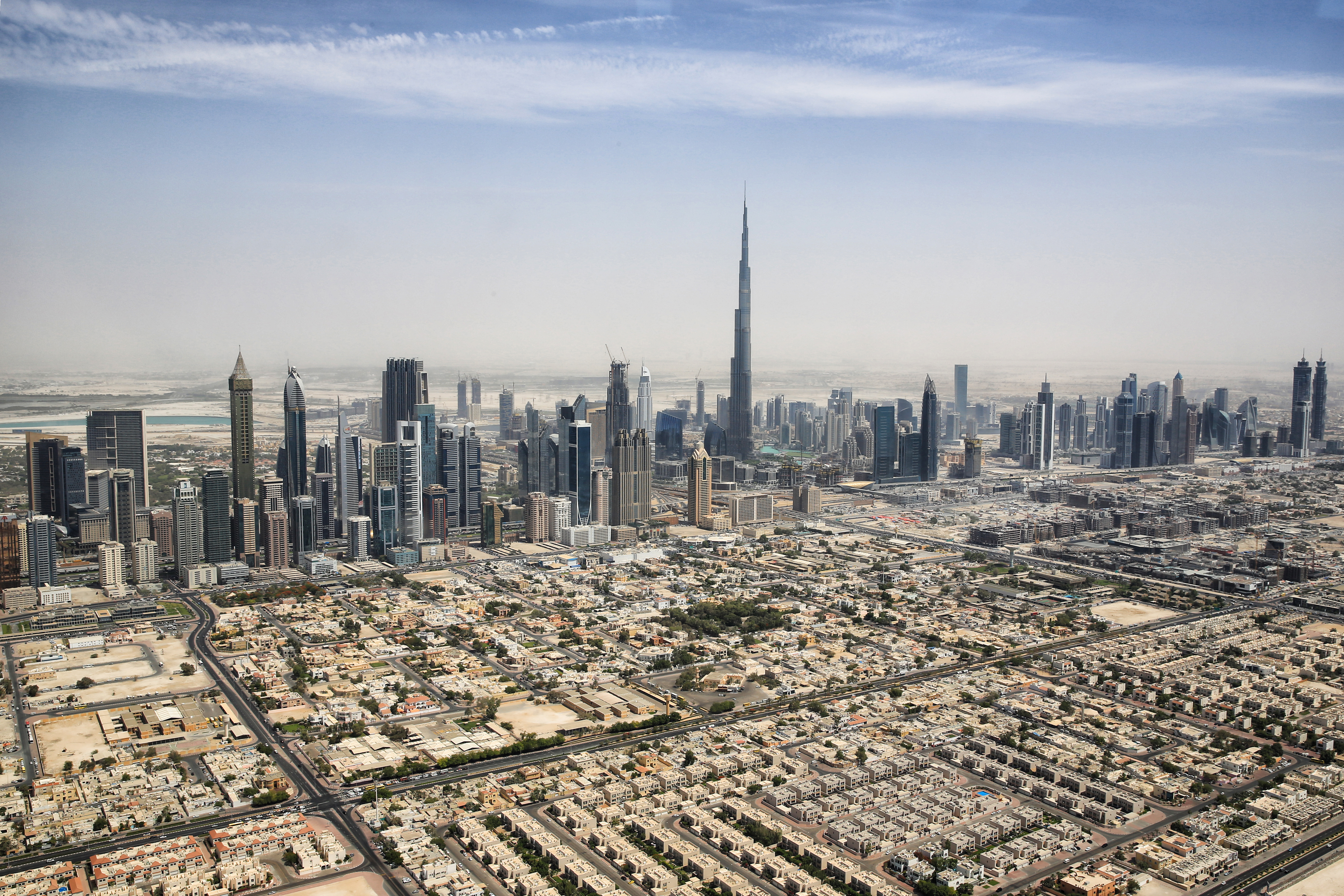
Dubaj
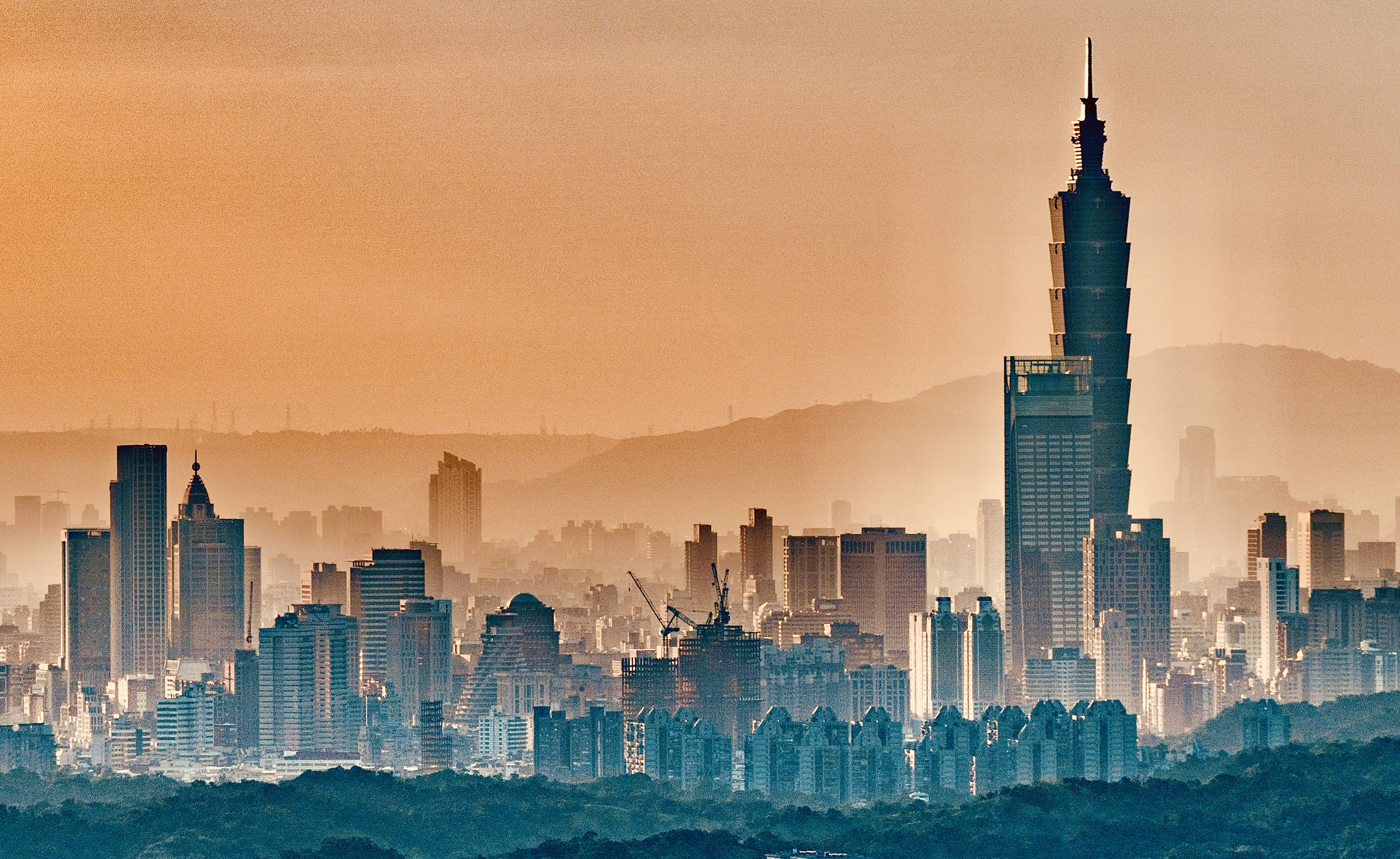
Tajpej
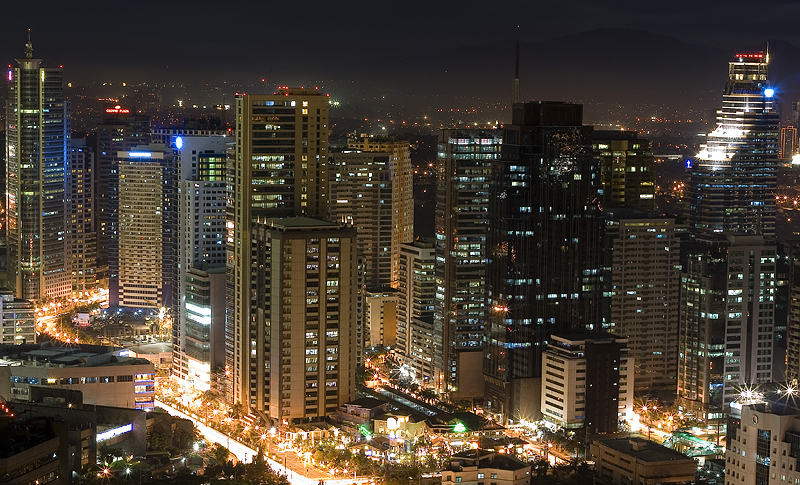
Manila
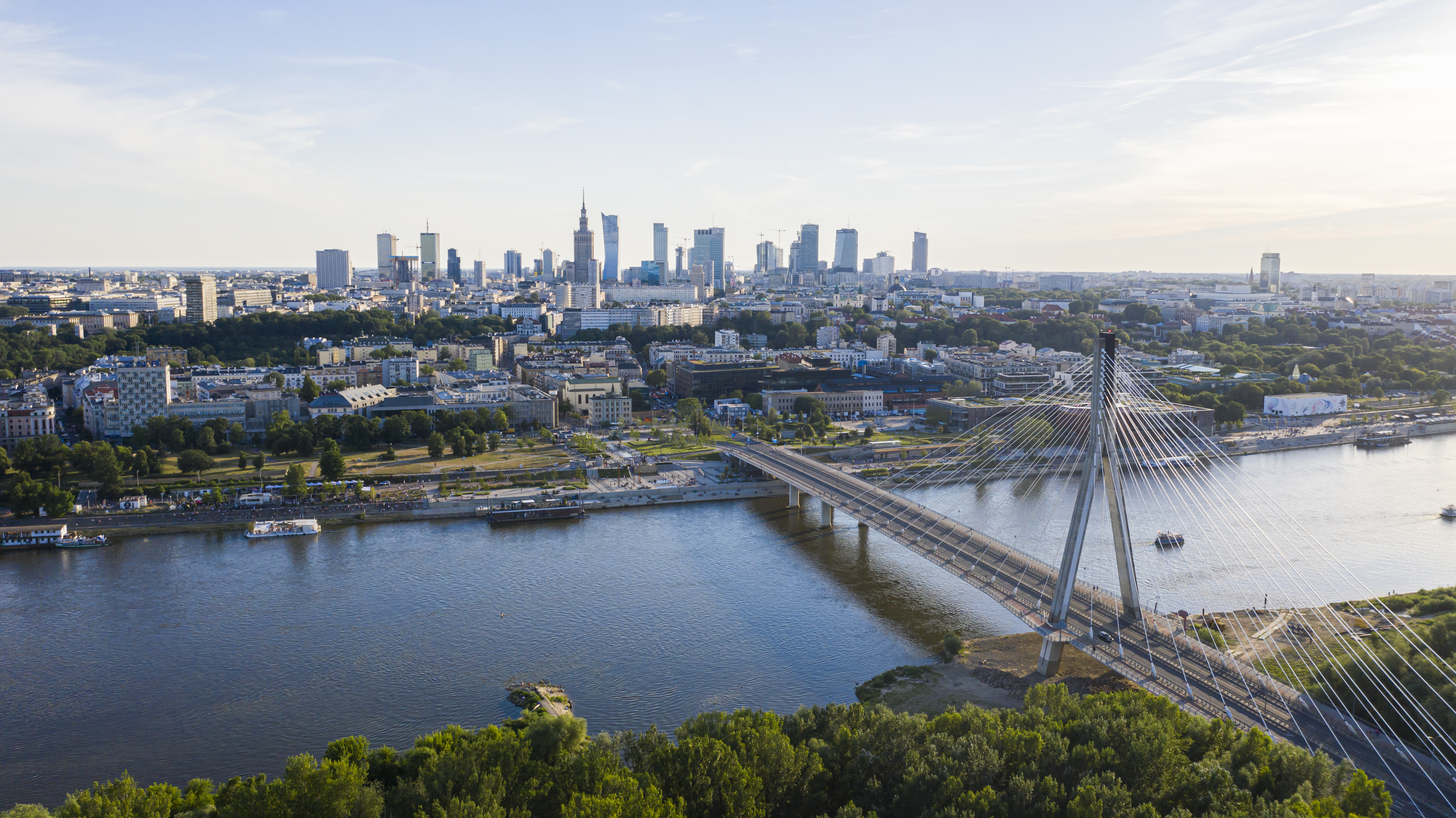
Varsó
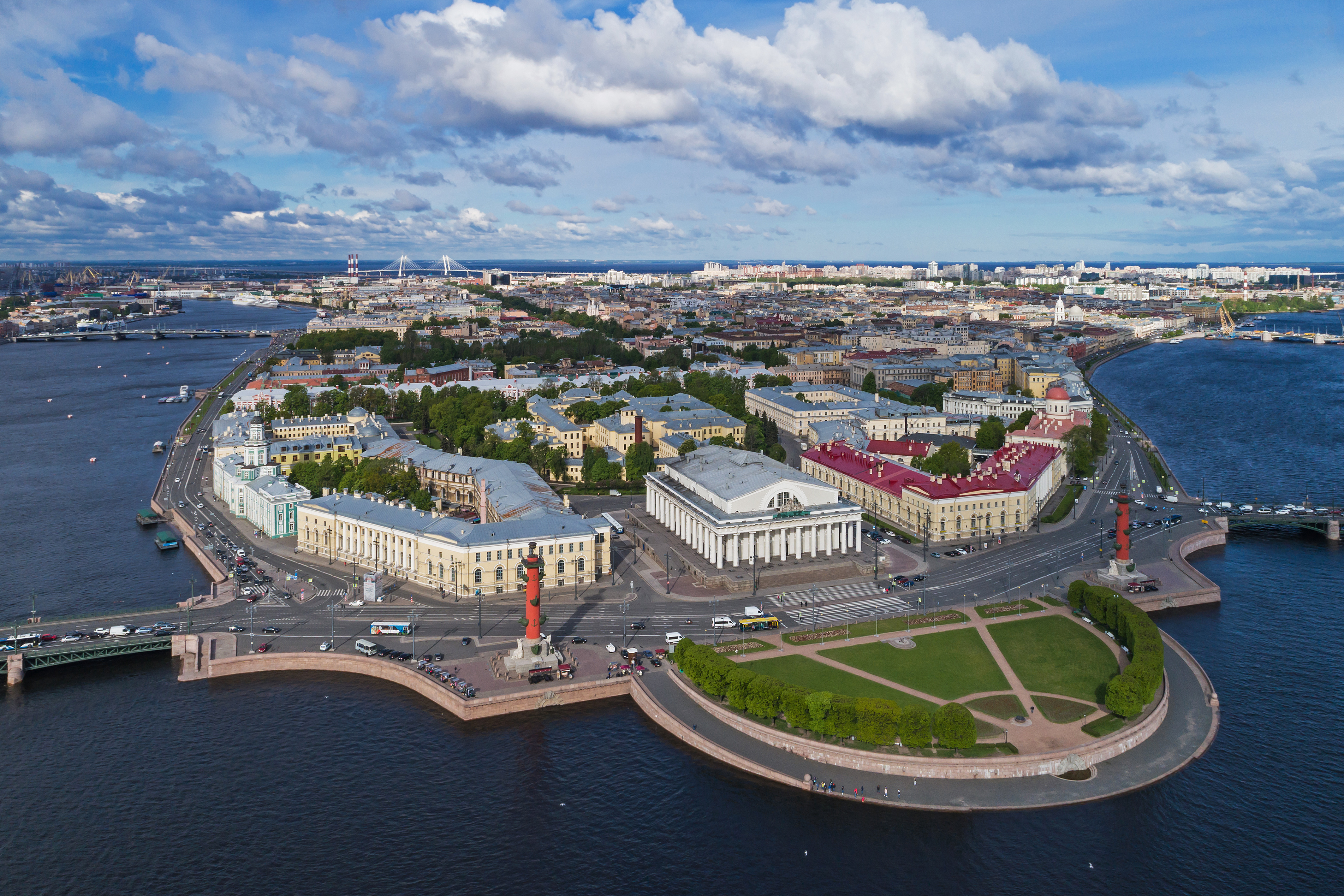
Szentpétervár
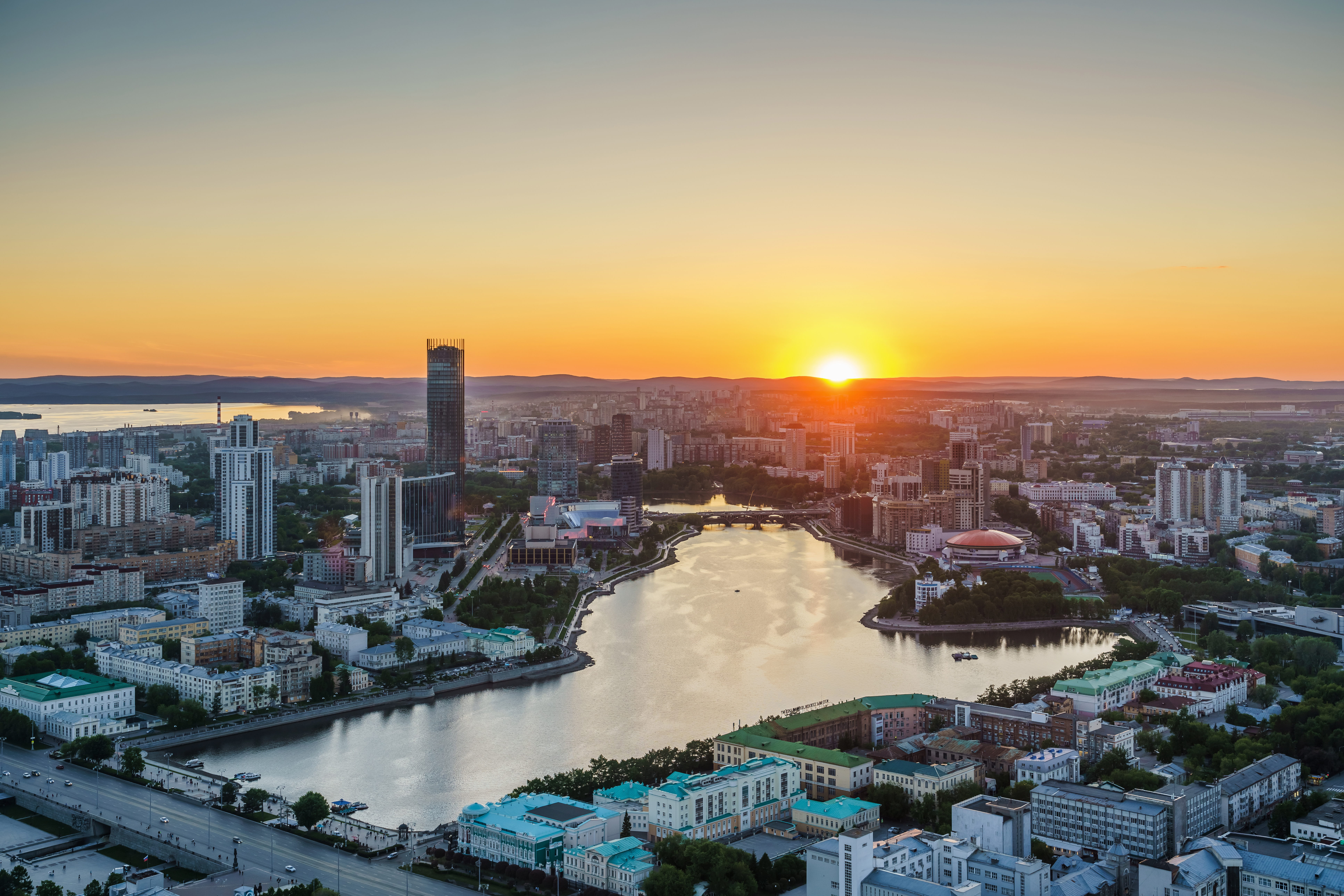
Jekatyerinburg
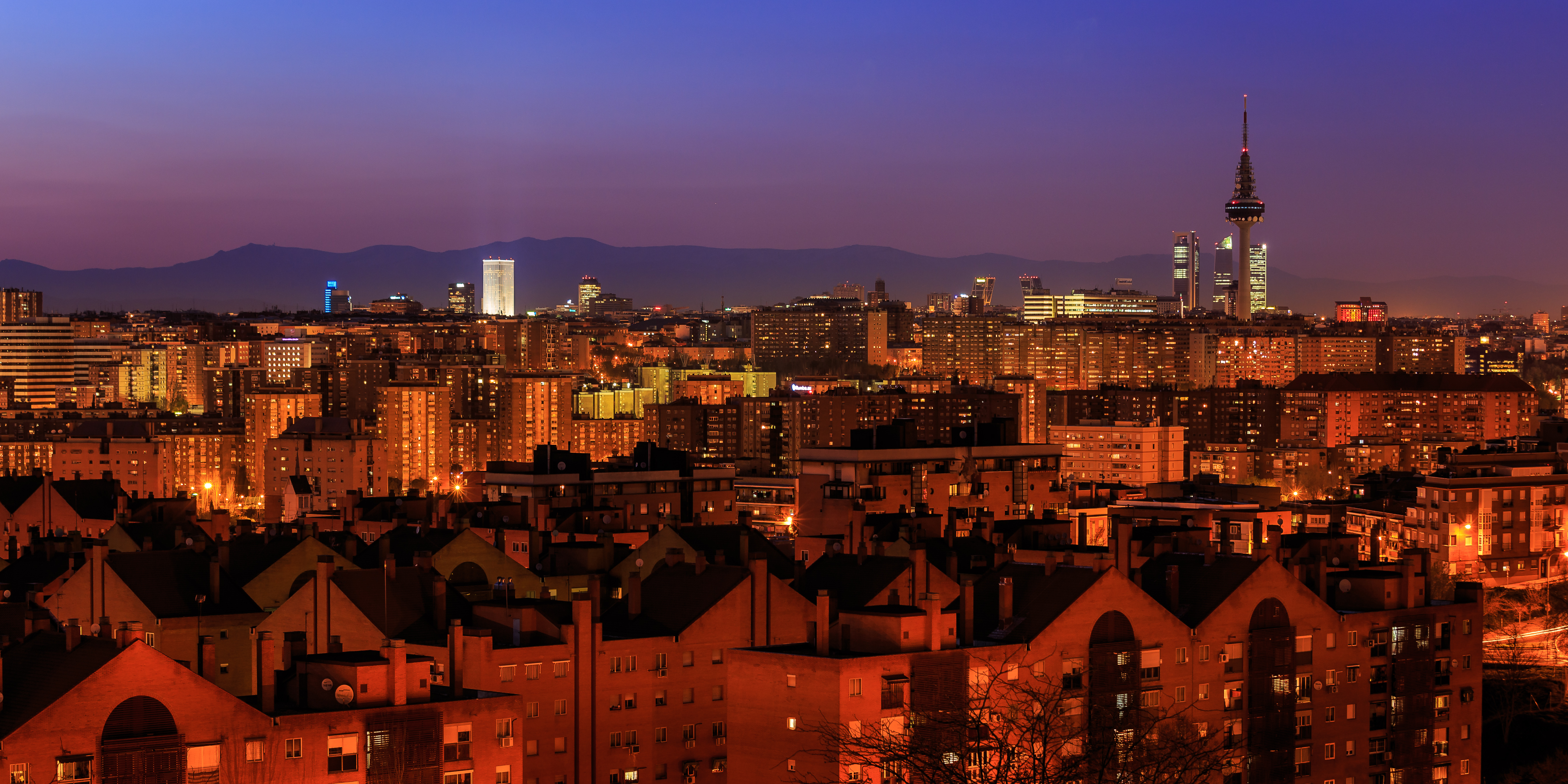
Madrid
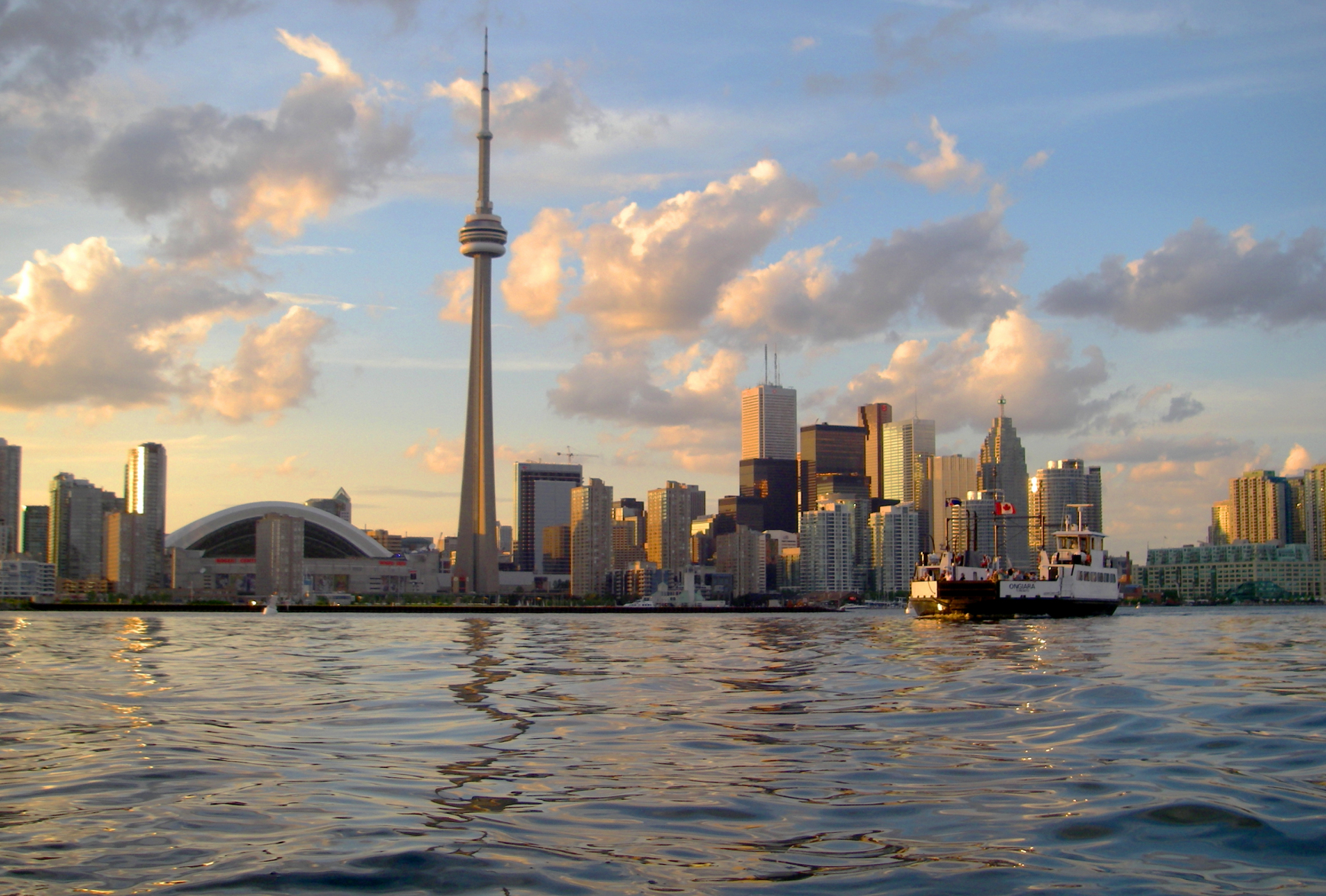
Toronto
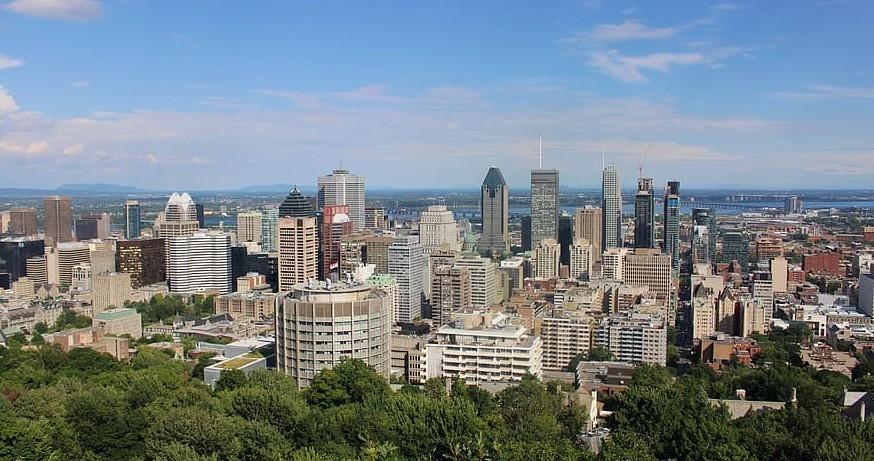
Montréal
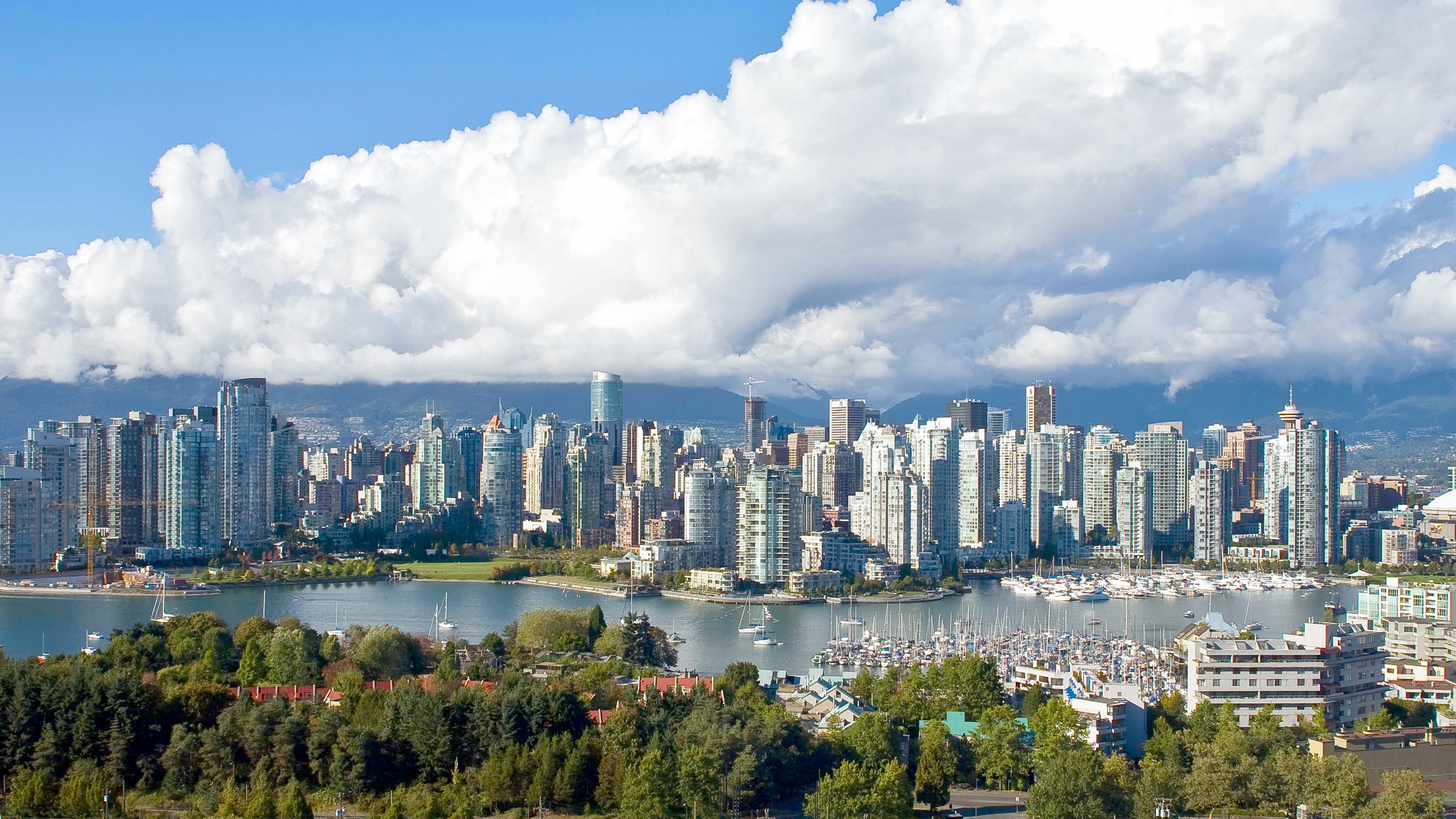
Vancouver
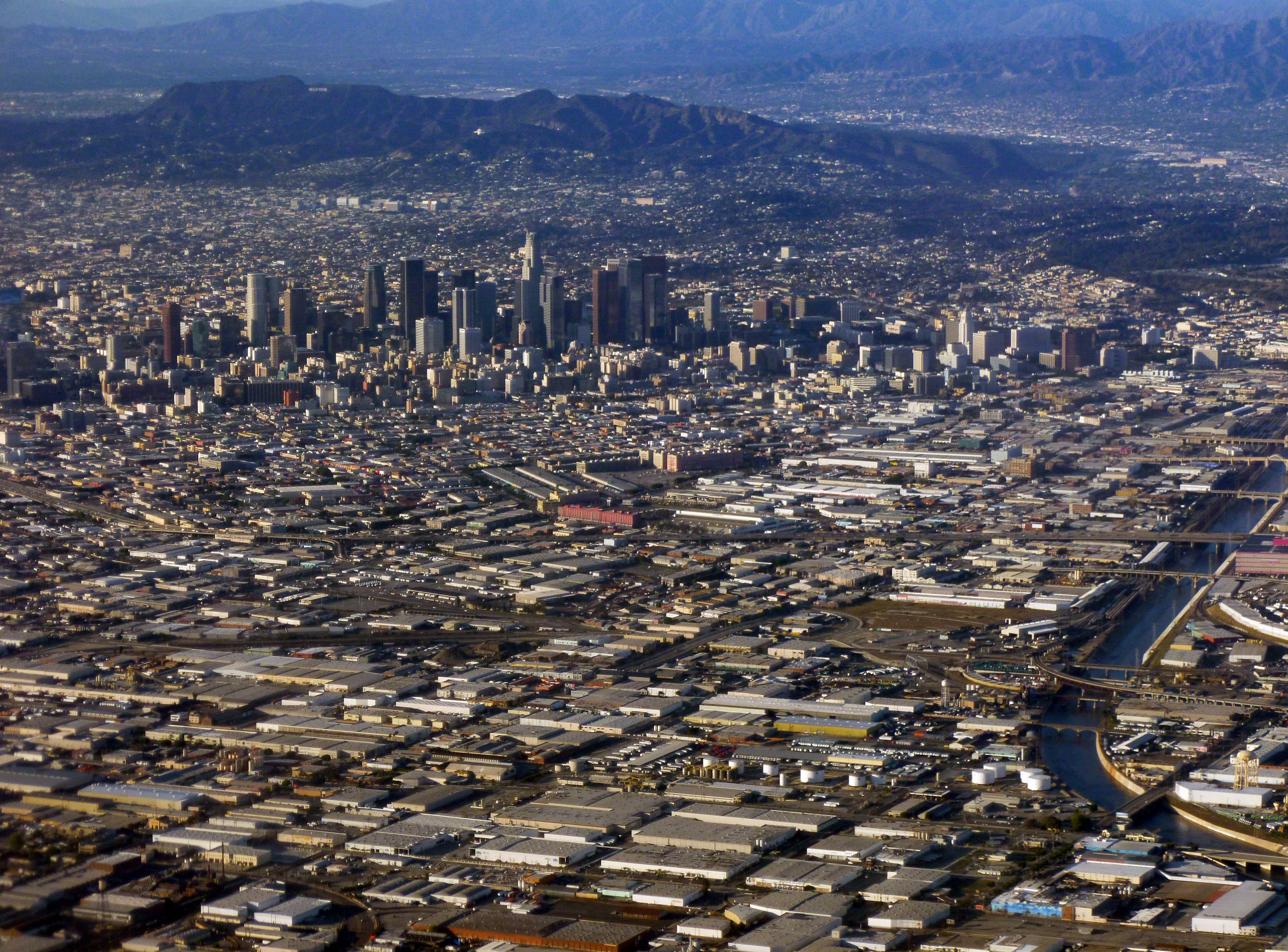
Los Angeles
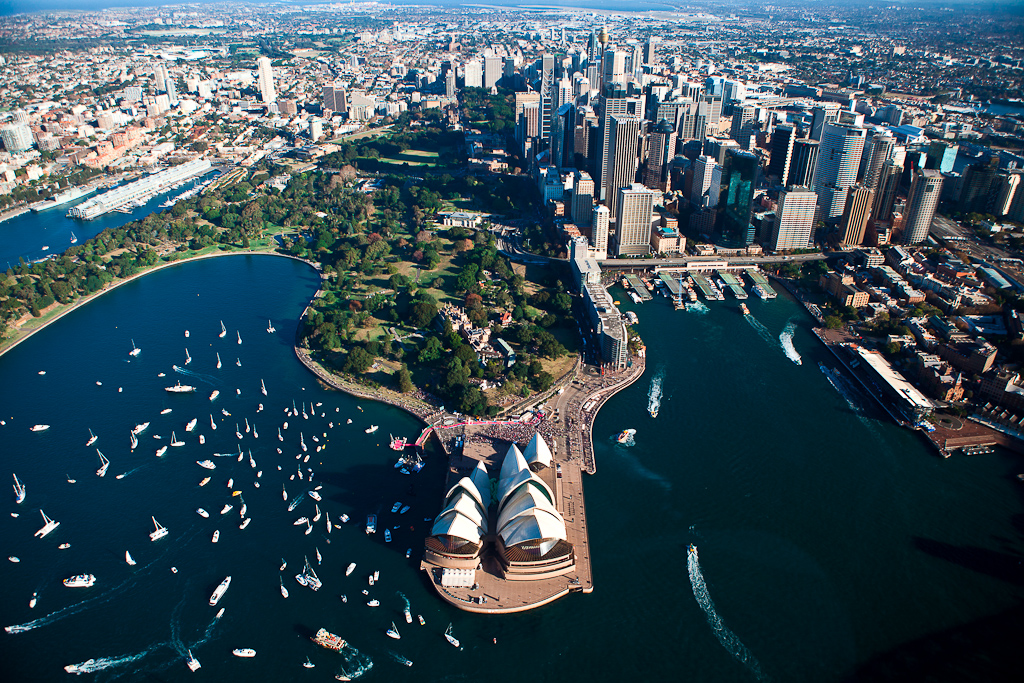
Sydney
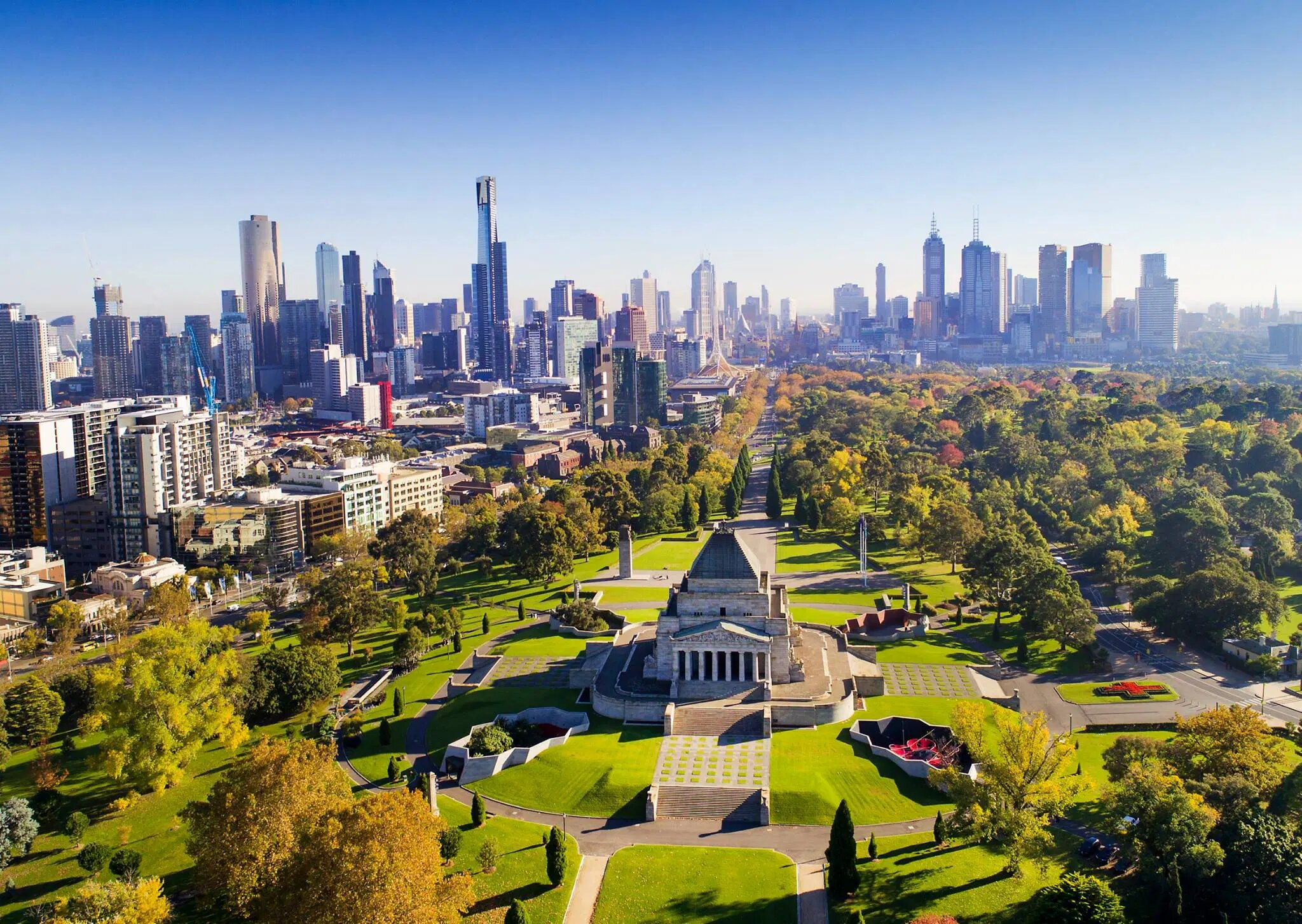
Melbourne (Ausztrália)
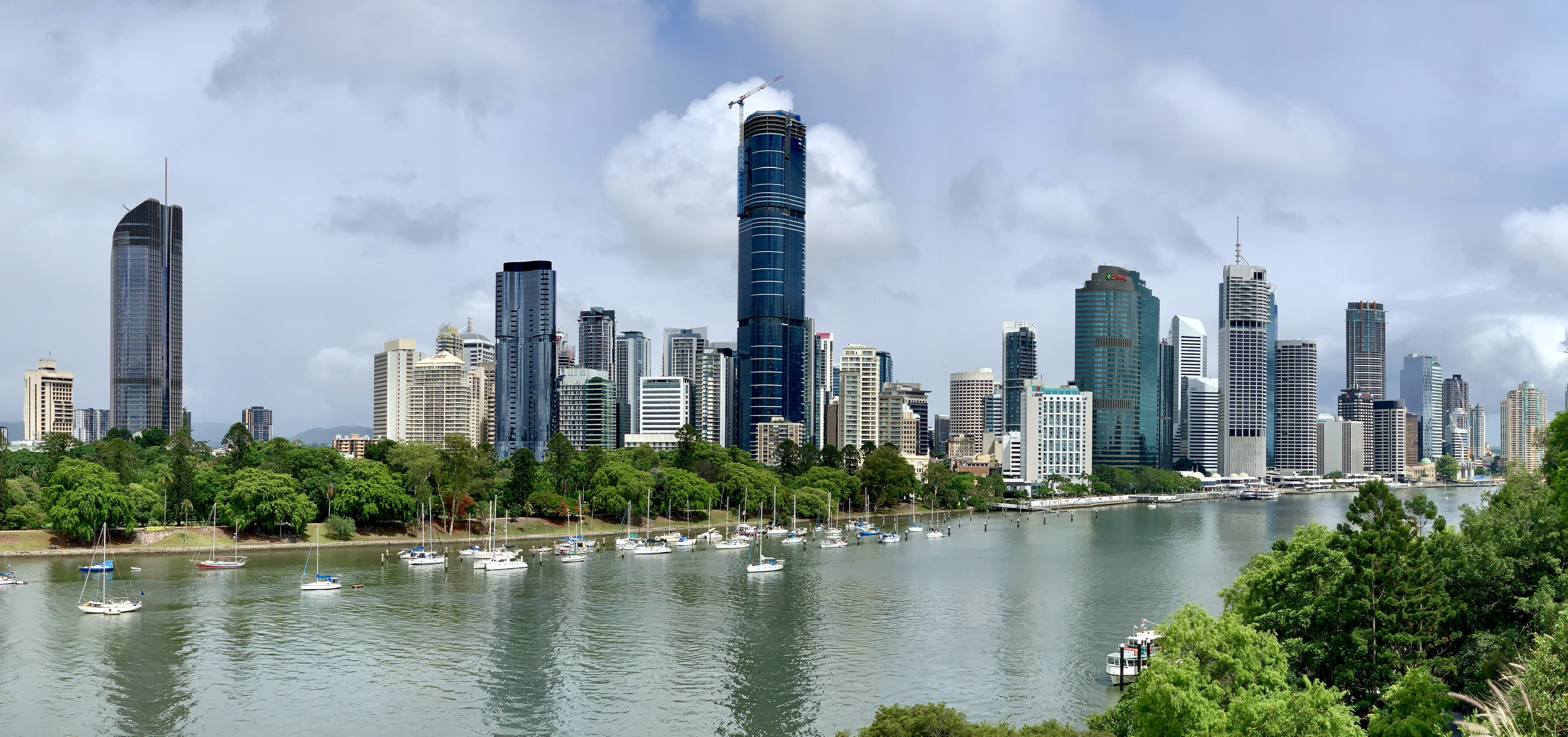
Brisbane
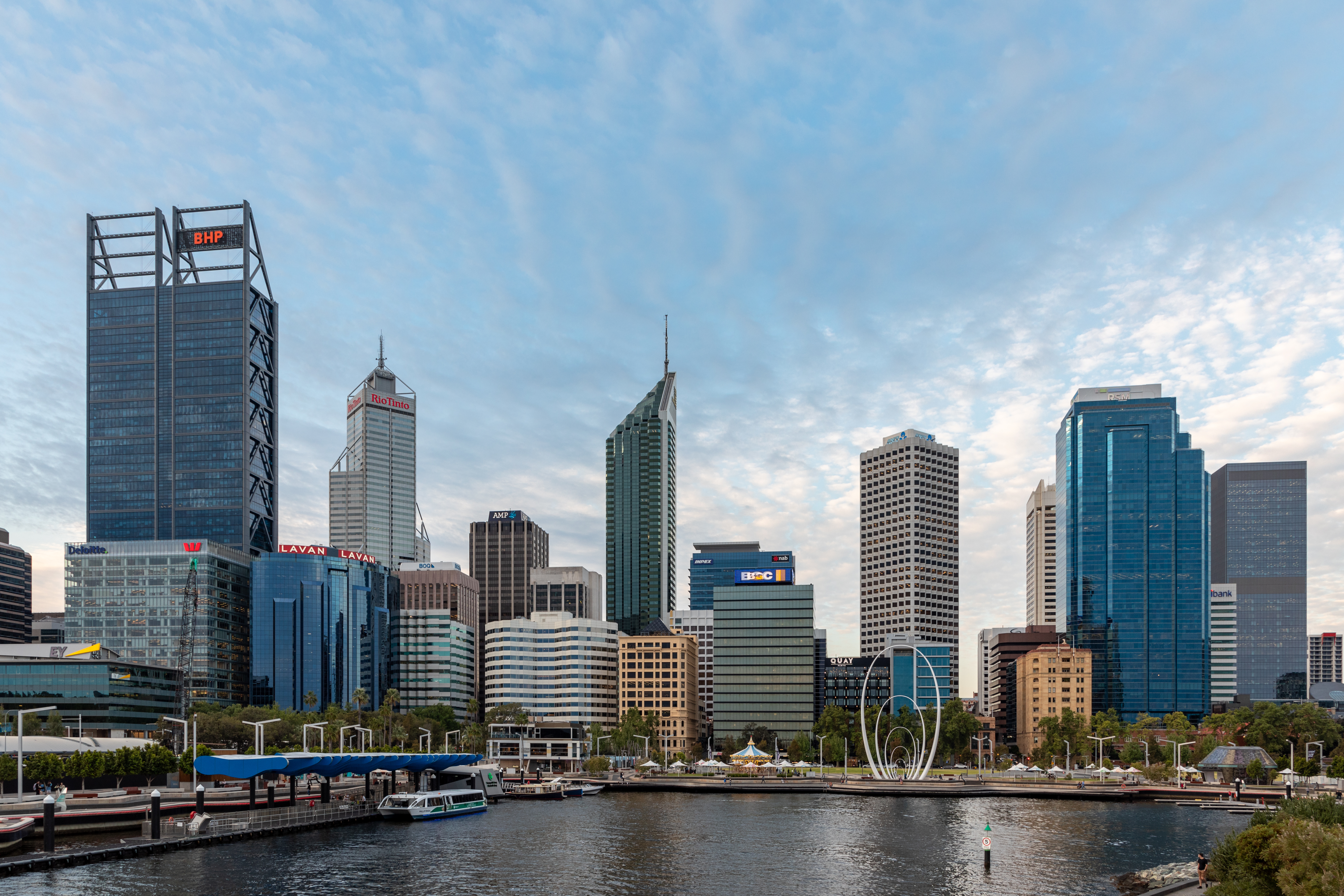
Perth (Ausztrália)
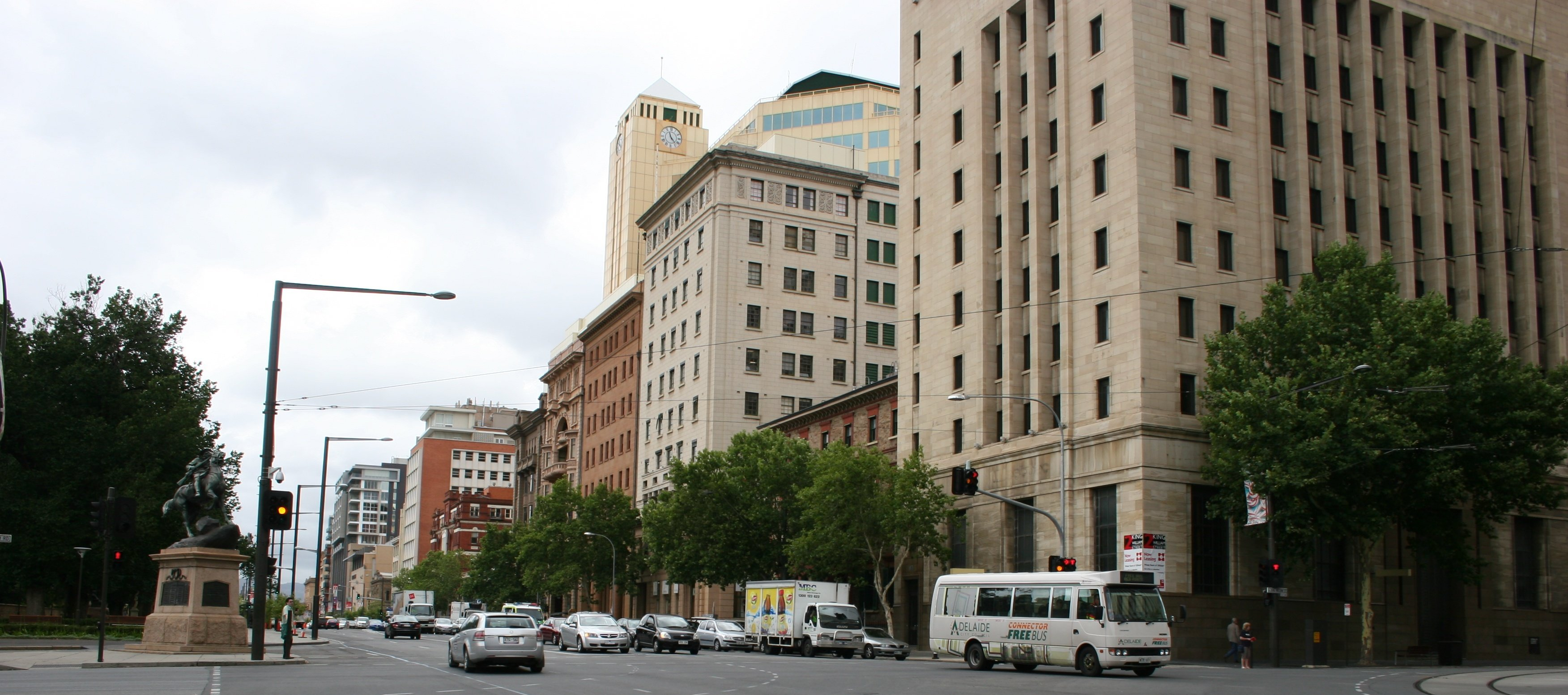
Adelaide

## Fordítás
- Ez a szócikk részben vagy egészben  a   Metropole című német Wikipédia-szócikk ezen változatának fordításán alapul.  Az eredeti cikk szerkesztőit annak laptörténete sorolja fel. Ez a jelzés csupán a megfogalmazás eredetét és a szerzői jogokat jelzi, nem szolgál a cikkben szereplő információk forrásmegjelöléseként.
- Ez a szócikk részben vagy egészben  a   Metropolis című angol Wikipédia-szócikk ezen változatának fordításán alapul.  Az eredeti cikk szerkesztőit annak laptörténete sorolja fel. Ez a jelzés csupán a megfogalmazás eredetét és a szerzői jogokat jelzi, nem szolgál a cikkben szereplő információk forrásmegjelöléseként.